# شوزم ثلاثي العروق
شوزم ثلاثي العروق (الاسم العلمي:Psiadia trinervia) هو نوع من النباتات يتبع جنس الشوزم من الفصيلة النجمية.